# 伦敦大学伯贝克学院
倫敦大學伯貝克學院（英語：Birkbeck, University of London）由George Birkbeck創立於西元1823年。原名為倫敦機械學院（London Mechanics Institute），1907年改名為伯貝克學院，1920年加入倫敦大學系統作為指定機構，正式定名為倫敦大學伯貝克學院（Birkbeck, University of London）。

## 學術
倫大伯貝克學院於2006年斥資3,300萬英鎊在英國東區的斯特拉福德（Stratford）成立新校區，預計於2013年秋季開放，學生可以在申請時自由選擇兩校區。

## 外部連結
- 官方网站
- 商學經濟資訊學院 （页面存档备份，存于）